# Plochingen
Plochingen város Németországban, azon belül Baden-Württembergben. Lakosainak száma 14 590 fő (2023. december 31.).

## Népesség
A település népessége az elmúlt években az alábbi módon változott:
| Lakosok száma | 12 484 | 13 997 | 14 213 | 14 433 | 14 433 | 14 611 | 14 590 |
|               | 1975   | 2015   | 2017   | 2019   | 2021   | 2022   | 2023   |

## Fekvése
Stuttgarttól délkeletre, a Neckar folyó mellett fekvő település.

## Története
A Neckar mellett fekvő település és környéke elhelyezkedésnek köszönhetően már a legkorábbi időkben is lakott hely volt, amit az itt talált kőkorszakból való leletek, későbbi időkből pedig bronzkori, Hallstadt kori leletek sokasága bizonyít.
A középkorban Plochingen a sváb-királyság területe volt, és a Neckargau részét képezte. Nevét először 1146-ban III. Konrad király oklevelében említették Blochingen formában. Plochingenben egykor két kastély is állt, amelyek közül azonban nem maradt fenn egyik sem. A 12. és 14. század között egy nemesi család székhelyeként volt említve. 1331-ben Johann von Plochingen volt említve az itteni kastély uraként, aki a feljegyzések szerint eladott itt egy ingatlant az esslingeni kórháznak. 1447-ben a Württembergi hercegség birtokába tartozott. 1536-ban, a reformáció idején Ulrich Württembergi herceg birtoka. 1545-ben épült fel az első híd a Neckar felett, amely egy középkori mólót váltott fel. 1634-ben császári csapatok kifosztották a helyet, és sok ház leégett. 1698-ban Plochingen postai állomás lett a császári postaszolgálaton Antwerpen és Velence között, amelyet a Thurn-Taxis cég üzemeltetett. 1778-ban Christian Adam Etzel (1743-1801) épített egy 70 m hosszú, önhordó fahidat a Neckarra a mólónál. A közösség jött 1808-ban a végrehajtás az új közigazgatási felosztás a Württembergi Királyság által a Hivatal Oberamt Stuttgart újonnan létrehozott Oberamt Esslingen. 1846-ban Plochingen is csatlakozott a Württembergi Államvasutakhoz.
A városnak van egy vasútállomása és egy kikötője.

## Galéria

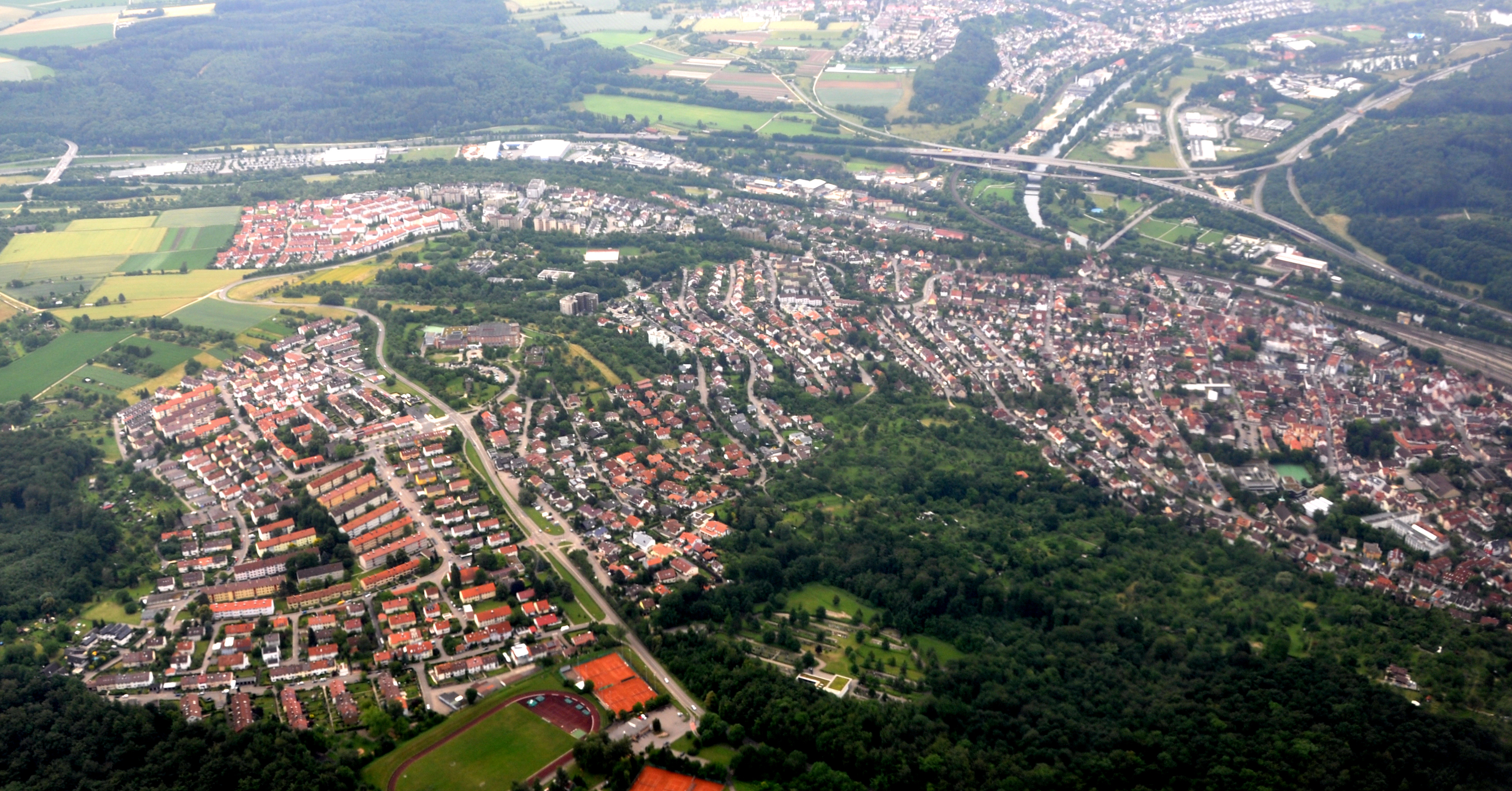
Plochingen légifelvételről
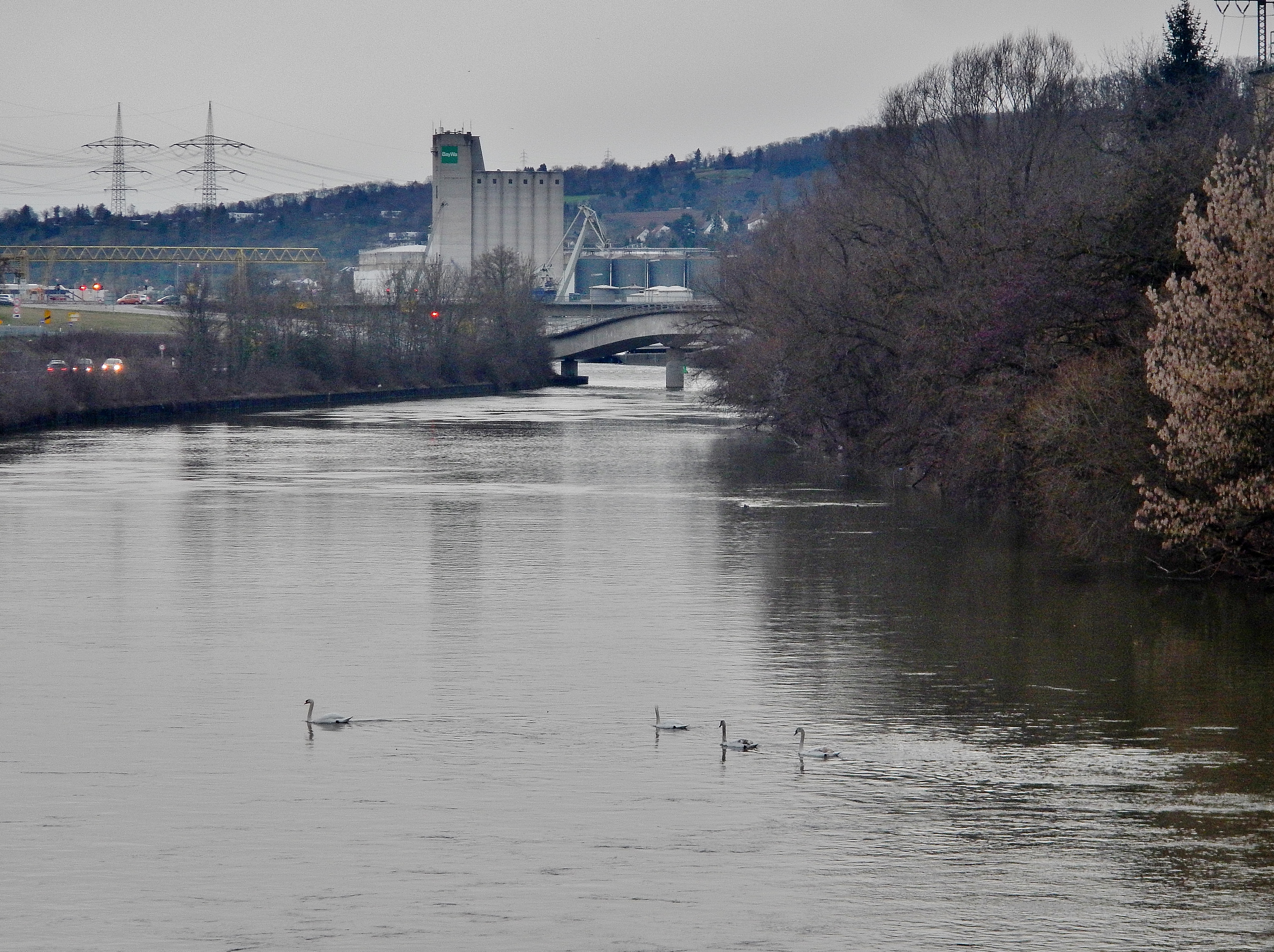
A Neckar folyó és hídja
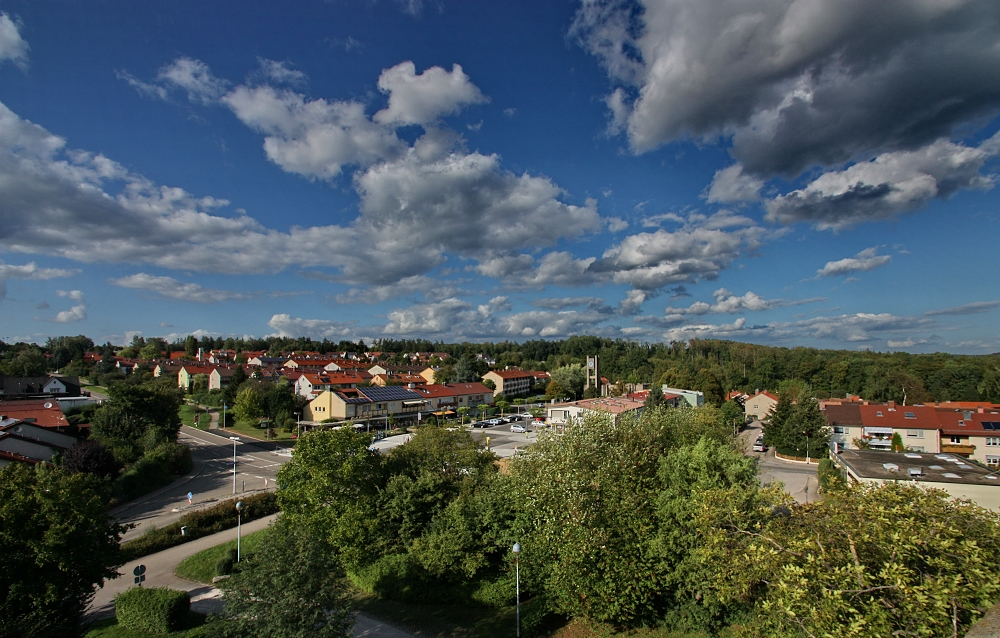
A település egy részlete
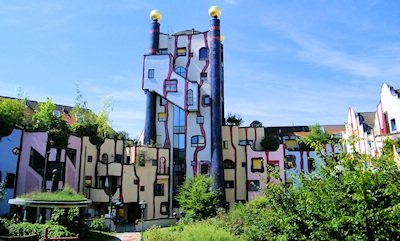
Hundertwasserhaus-Plochingen